# Peilerman und Flow
Peilerman und Flow, auch als Helden der Mudderstadt bekannt, sind ein aus Berlin stammendes Comedyduo von Alexander Breest und Marc Scherer.

## Name
Der Name Peilerman (oft auch Peiler genannt) ist abgeleitet von dem Wort peilen, in der Bedeutung etwas begreifen. Deswegen muss Peiler antworten, wenn Flow seine Meinung zu einem Thema wissen möchte. Flow wird öfter von Peiler geschlagen, da Flow manchmal sehr viel Bedenkzeit benötigt und allgemein schwer von Begriff ist.

## Werke
Bis April 2009 veröffentlichte der Sender Kiss FM täglich einen Skit oder ein Hörspiel, indem sich Peiler und Flow über aktuelle regionale, nationale und internationale Themen unterhalten. In ihren Skits geht es außerdem oft über Themen wie Rap, Hip-Hop und Drogen. Beide sprechen einen Berliner-Hip-Hop-Dialekt mit auffällig quäkender Stimme. Die Skits beginnen überwiegend mit Flows Frage, was Peiler von einem bestimmten Thema halte. Peiler antwortet dann meist nicht direkt auf dieses Thema, sondern spricht über ein ähnlichklingendes Wort wie das gefragte Thema. Die Witze bestehen hauptsächlich aus Ironie, Missverständnissen zwischen Peiler & Flow und daraus, sich über andere Personen lustig zu machen. Mittlerweile wurden über 500 Folgen von Peilerman und Flow produziert.
Des Weiteren wurden bereits mehrere Videos auf den Portalen YouTube und MyVideo veröffentlicht. Darunter ist eine 5-teilige Videoserie namens Peilerman & Flow auf der Suche nach Carmen, in der Peilerman & Flow auf Mallorca nach Carmen suchen, welche die Hauptrolle in Sidos Song Carmen spielt.
Peilerman rappt in der Freizeit auch, der  Schniblo-Song feat. Liquit Walker feierte auf dem YouTube-Kanal von 16BARS.TV seine Premiere und der VENUS RAP wurde auf dem YouTube-Kanal von Aggro.TV hochgeladen.
Sie sind außerdem auf Sidos Alben Ich und Ich und meine Maske als Skits zu hören, worauf sie immer Bezug auf das vorausgehende bzw. das nachfolgende Lied nehmen.
Peilerman hat einen YouTube-Kanal, auf dem er seit Januar 2012 allerdings kein Video mehr hochgeladen hat, und eine Website, auf der seitdem ebenfalls keine Aktivitäten mehr verzeichnet sind.
Ab Juli 2009 hatte er einen Vlog namens „Peilerman sein Blog“ auf YouTube gemacht, in dem er ironisch Stellung zu aktuellen und zeitlosen Themen nahm. Bereits seit September 2009 hatte er auf seinem YouTube-Kanal „Peilermande“ und auf dem YouTube-Kanal von Aggro.TV den sogenannten „Wochenrückfick“ gemacht. Dort hatte er alle aktuellen Nachrichten der vergangenen Woche auf humoristische Art und Weise verarbeitet. Auf seinem offiziellen YouTube-Kanal hatte er außerdem ein abwechslungsreiches Programm, wie z. B. „Peiler Uff Besuch“, „Peilerman Unterwegs“ und „Peilers Atzenkochstudio“.

## Diskografie

### Gastbeiträge
- 2006: 4 Skits auf Ich von Sido
- 2007: 2 Skits auf G.B.Z.Oholika III von Spezializtz
- 2007: Weihnachtssong 2007 feat. Peilerman und Flow auf dem Weihnachtsong 2007 von Sido
- 2008: 1 Skit auf Strassenpolitik von Reason
- 2008: 4 Skits auf Ich und meine Maske von Sido